# ترکیب‌بند
ترکیب‌بند مجموعهٔ چند غزل یا قصیده بر یک وزن که هر کدام قافیهٔ مخصوص به خود را دارد و بیت‌های متفاوتی در بین هر غزل، عامل اتصال غزل‌ها با یکدیگر است. تفاوت اساسی ترکیب‌بند و ترجیع‌بند در این است که در ترجیع‌بند، بیت ترجیع همهٔ قسمت‌ها یکسان است، ولی در ترکیب‌بند، بیت ترکیب متفاوت و قافیه‌ای هر بار به‌گونه‌ای دیگر دارد. معروف‌ترین ترکیب‌بندهای فارسی از محتشم کاشانی (واقعهٔ کربلا) و جمال‌الدین عبدالرزاق اصفهانی (در نعت پیامبر اسلام) و وحشی بافقی (شرح پریشانی) است. موضوع ترکیب‌بند مواردی از قبیل مدح، وصف، رثا، عشق، و عرفان را دربر می‌گیرد..
بلندترین ترکیب بند زبان فارسی از فدایی مازندرانی در شرح واقعه کربلا در ۴۰۰۰ بیت سروده شده‌است.

## ترکیب بند شرح پریشانی از وحشی بافقی
| دوستان شرح پریشانی من گوش کنید             |  | داستان غم پنهانی من گوش کنید           |
| قصهٔ بی‌سروسامانی من گوش کنید                |  | گفت‌وگوی من و حیرانی من گوش کنید        |
| شرح این آتش جان‌سوز نگفتن تا کی؟            |  |                                        |
| سوختم، سوختم، این راز نهفتن تا کی؟         |  |                                        |
| روزگاری من و دل ساکن کویی بودیم            |  | ساکن کوی بت عربده‌جویی بودیم            |
| عقل و دین باخته، دیوانهٔ رویی بودیم         |  | بستهٔ سلسلهٔ سلسله‌مویی بودیم             |
| کس در آن سلسله غیر از من و دل، بند نبود    |  |                                        |
| یک گرفتار از این جمله که هستند نبود        |  |                                        |
| نرگس غمزه‌زنش این‌همه بیمار نداشت            |  | سنبل پُرشکنش هیچ گرفتار نداشت           |
| این‌همه مشتری و گرمی بازار نداشت            |  | یوسفی بود، ولی هیچ خریدار نداشت        |
| اول آن‌کس که خریدار شدش من بودم             |  |                                        |
| باعث گرمی بازار شدش من بودم                |  |                                        |
| عشق من شد سبب خوبی و رعنایی او             |  | داد رسوایی من شهرت زیبایی او           |
| بس‌که دادم همه‌جا شرح دلارایی او             |  | شهر پُر گشت ز غوغای تماشایی او          |
| این زمان عاشق سرگشته فراوان دارد           |  |                                        |
| کی سر برگ منِ بی‌سروسامان دارد؟              |  |                                        |
| چاره این‌ است و ندارم به از این رای دگر     |  | که دهم جای دگر دل به دل‌آرای دگر        |
| چشم خود فرش کنم زیر کف پای دگر             |  | بر کف پای دگر بوسه زنم جای دگر         |
| بعد از این رای من این‌ است و همین خواهد بود |  |                                        |
| من بر این هستم و البته چنین خواهد بود      |  |                                        |
| پیش او یار نو و یار کهن هر دو یکی‌ست        |  | حرمت مدعی و حرمت من هر دو یکی‌ست        |
| قول زاغ و غزل مرغ چمن هر دو یکی‌ست          |  | نغمهٔ بلبل و غوغای زغن هر دو یکی‌ست      |
| این ندانسته که قدر همه یکسان نبُوَد          |  |                                        |
| زاغ را مرتبهٔ مرغ خوش‌الحان نبُوَد             |  |                                        |
| چون چنین است پی کار دگر باشم، بِه           |  | چند روزی پی دلدار دگر باشم، بِه         |
| عندلیب گل رخسار دگر باشم بِه                |  | مرغ خوش‌نغمهٔ گلزار دگر باشم بِه          |
| نوگلی کو که شوم بلبل دستان‌سازش             |  |                                        |
| سازم از تازه‌جوانان چمن ممتازش              |  |                                        |
| آن‌که بر جانم از او دم‌به‌دم آزاری هست        |  | می‌توان یافت که بر دل ز منش باری هست    |
| از من و بندگی من اگرش عاری هست             |  | بفروشد، که به هر گوشه خریداری هست      |
| به وفاداری من نیست در این شهر کسی          |  |                                        |
| بنده‌ای همچو مرا هست خریدار بسی             |  |                                        |
| مدتی در ره عشق تو دویدیم، بس است           |  | راه صد بادیهٔ درد بریدیم، بس است        |
| قدم از راه طلب باز کشیدیم، بس است          |  | اول و آخر این مرحله دیدیم، بس است      |
| بعد از این ما و سر کوی دل‌آرای دگر          |  |                                        |
| با غزالی به غزل‌خوانی و غوغای دگر           |  |                                        |
| تو مپندار که مهر از دل محزون نرود          |  | آتش عشق به جان افتد و بیرون نرود       |
| وین محبت به صد افسانه و افسون نرود         |  | چه گمان غلط است این، برود چون نرود     |
| چند کس از تو و یاران تو آزرده شود          |  |                                        |
| دوزخ از سردی این طایفه افسرده شود          |  |                                        |
| ای پسر، چند به کام دگرانت بینم             |  | سرخوش و مست ز جام دگرانت بینم          |
| مایهٔ عیش مدام دگرانت بینم                  |  | ساقی مجلس عام دگرانت بینم              |
| تو چه دانی که شدی یار چه بی‌باکی چند        |  |                                        |
| چه هوس‌ها که ندارند هوسناکی چند             |  |                                        |
| یار این طایفهٔ خانه‌برانداز مباش             |  | از تو حیف است، به این طایفه دمساز مباش |
| می‌شوی شهره، به این فرقه هم‌آواز مباش        |  | غافل از لعب حریفان دغاباز مباش         |
| به که مشغول به این شغل نسازی خود را        |  |                                        |
| این نه کاری‌ست، مبادا که ببازی خود را       |  |                                        |
| در کمین تو بسی عیب‌شماران هستند             |  | سینه پر درد ز تو، کینه‌گذاران هستند     |
| داغ بر سینه ز تو، سینه‌فگاران هستند         |  | غرض این‌ست که در قصد تو یاران هستند     |
| باش مردانه که ناگاه قفایی نخوری            |  |                                        |
| واقف کَشّیِ خود باش که پایی نخوری             |  |                                        |
| گرچه از خاطر وحشی هوس روی تو رفت           |  | وز دلش آرزوی قامت دلجوی تو رفت         |
| شد دل‌آزرده و آزرده‌دل از کوی تو رفت         |  | با دل پر گله از ناخوشی خوی تو رفت      |
| حاش‌لله که وفای تو فراموش کند               |  |                                        |
| سخن مصلحت‌آمیز کسان گوش کند                 |  |                                        |

‌